# Rathaus Heisingen

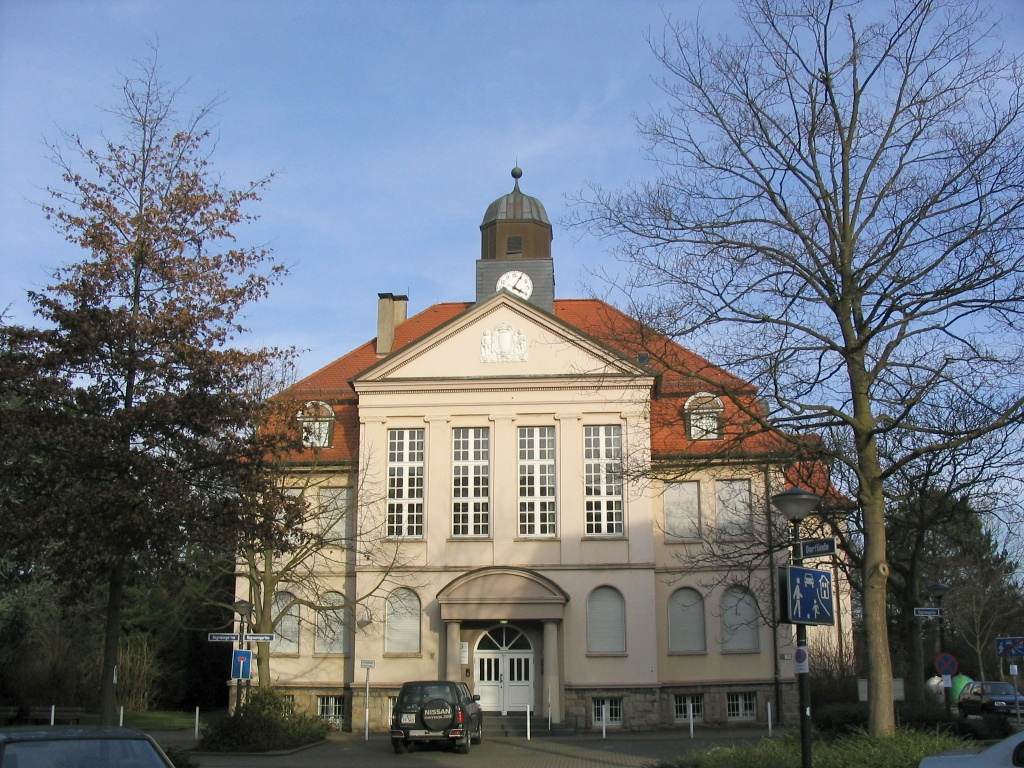
Ehemaliges Rathaus Heisingen

Das Rathaus Heisingen ist der ehemalige Verwaltungssitz der Gemeinde Heisingen, die 1929 zur Stadt Essen eingemeindet wurde. Es befindet sich zentral im Ortskern in der Straße Hagmanngarten.

## Geschichte

### Gemeinde Heisingen
Am 1. April 1910 wurde Heisingen als selbstständige Gemeinde aus der Bürgermeisterei Rellinghausen herausgelöst, deren größter Teil zur Stadt Essen eingemeindet wurde. So wurde für die Heisinger Verwaltung der Bau eines eigenen Rathauses notwendig. Erster Bürgermeister wurde Emil Hagmann, der 1934 Namensgeber der Straße Hagmanngarten direkt am Rathaus wurde. Zweiter Bürgermeister war, von 1920 bis zur Eingemeindung Heisingens zur Stadt Essen am 1. August 1929, Hugo ten Hövel.

### Gebäude
Nach einstimmigem Beschluss der Gemeindevertretung vom 13. April 1910 wurde am 1. September 1910 der Grundstein für das Rathauses gelegt. Dazu wurden umliegende Häuser festlich geschmückt und Böllerschüsse abgegeben. Die Gemeindevertretung begab sich zu dem Bauplatz, an dem das künftige Gebäude bereits über das Fundament hinausgewachsen war. Bürgermeister Hagmann hielt eine Rede und verlas die Grundsteinlegungsurkunde mit folgendem Text: 

„Im Jahre des Heils Neunzehnhundertzehn, am 1. September im 23. Jahre der segensreichen Regierung Seiner Majestät des Kaisers und Königs Wilhelm II., als Hans von Eynern Königl. Landrat des Kreises Essen und Emil Hagmann Bürgermeister der Bürgermeisterei und Gemeinde Heisingen war, ist dieser Grundstein von dem Bürgermeister im Beisein der Beigeordneten, der Mitglieder des Gemeinderats und der Gemeinde-Verwaltungskommissionen, der Ortsgeistlichen, Schulleiter und der Gemeindebeamten in feierlicher Weise gelegt worden.“

Diese Urkunde wurde in den Grundstein gelegt, ebenso wie ein kurzer Bericht über den Stand der Gemeinde Heisingen, der vom bisherigen Rellinghauser Bürgermeister Joseph Sartorius verfasste Bericht über den Stand der Gemeinde Rellinghausen sowie je einem Exemplar der Essener Tageszeitungen. Nach Schließung des Grundsteins tat Bürgermeister Hagmann drei Hammerschläge und einen Segensspruch. Weitere Hammerschläge taten die beiden Beigeordneten König und Luthen, der Architekt Wilhelm Rümke, der Pfarrer Ahlmener aus Rellinghausen und der Vikar Roerig. Nach einem Lied brachte Bürgermeister Hagmann ein Hoch auf den Kaiser aus, womit die Feierlichkeit beendet wurde.
Nach neun eingegangenen Entwürfen wurde das Rathaus nach Plänen des Bredeneyer Architekten Wilhelm Rümke errichtet, der auch die Bauleitung übernahm. Die Baukosten waren mit 65.000 Mark veranschlagt. 45.000 Mark standen aufgrund des Eingemeindungsvertrags vom 18. März 1909 als Abfindungssumme von der Stadt Essen zur Verfügung. Der Rest sollte durch Sparkassenüberschüsse bzw. durch eine Anleihe gedeckt werden. Das zweigeschossige Rathaus auf L-förmigem Grundriss wurde am 21. Mai 1911 im Beisein des Essener Oberbürgermeisters Wilhelm Holle und des kommissarischen Landrats des Landkreises Essen Hans von Eynern sowie des Stadtverordneten Carl Funke und des Zentrumspolitikers Friedrich von Vittinghoff eingeweiht. Das 75.000 Mark teure Gebäude besitzt eine Turmuhr als Dachreiter. Hinter den hohen Fenstern über dem Haupteingang in der Mitte der Frontfassade befindet sich der Sitzungssaal. Zudem gab es bis 1929 eine Bürgermeister- und  eine Hausmeisterwohnung, eine Sparkasse, ein Dienstraum des örtlichen Polizeikommissars und drei Arrest-Zellen.

### Gebäudenutzung nach 1929
Mit der Eingemeindung ging das Rathaus in den Besitz der Stadt Essen über, die hier eine Nebenstelle der Stadtverwaltung einrichtete. Nach 1945 gab es im ehemaligen Rathaus ein Einwohnermeldeamt, ein Ernährungsamt, ein Gesundheitsamt, eine Mütterberatungsstelle, ein Sozialamt, ein Standesamt und ein Wohnungsamt. Nach kommunaler Neuordnung 1969 wurde Heisingen Teil des Stadtbezirks VIII (Ruhrhalbinsel) und infolge von Kupferdreh verwaltet. Bis Juli 1973 wurden alle Dienststellen, bis auf die Zweigstelle des Einwohnermeldeamts, verlegt. Zwischen 1975 und 1978 war im Gebäude eine Dienststelle der Polizei ansässig. Eine Nutzung als städtisches Jugendhaus gab es bis 1988. Ein Jahr später eröffnete im einstigen Rathaus das Kulturwissenschaftliche Institut als Teil des Institutsverbundes des Wissenschaftszentrums Nordrhein-Westfalen, das 1997 das Haus wieder verließ. 1998 kam hier erneut eine Polizeiwache unter. Heute befinden sich eine Zweigstelle der Polizeiinspektion Süd, die Bürgerschaft Heisingen, parteiliche Büros, ein Seniorenclub der AWO, sowie ein Bibliothekverein in dem Gebäude.
Am 14. Mai 1987 wurde das ehemalige Rathaus in die Liste der Baudenkmäler aufgenommen.